# Haverstraw (Nowy Jork)
Haverstraw – miasto w Stanach Zjednoczonych, w stanie Nowy Jork, w hrabstwie Rockland.